# エドマンド・ボイル (第8代コーク伯爵)
第8代コーク伯爵および第8代オーラリー伯爵エドマンド・ボイル（英語: General Edmund Boyle, 8th Earl of Cork and 8th Earl of Orrery KP、1767年10月21日 – 1856年6月29日）は、アイルランド王国 (1800年以降は連合王国) の軍人で、貴族。1768年から1798年迄は儀礼称号としてダンガーヴァン子爵を使用していた。

## 経歴
エドマンドは、第7代コーク伯爵エドマンド・ボイルとその最初の妻アン (ケランド・コートネイ（Kelland Courtenay）の娘) の次男として生まれた 。
1785年4月16日に第22歩兵連隊 (英語版) の少尉に任命され、1785年12月10日には第100歩兵連隊 (英語版) 中尉に昇進した。1787年5月27日、民兵のサマセットシャー連隊の中尉に任命され、1789年4月22日、大尉に昇進した。1791年1月27日、第34歩兵連隊 (英語版) の大尉から独立した部隊の大尉へ昇進し、そのすぐ後に第14歩兵連隊 (英語版) に移った。1794年4月5日、できたばかりの第87歩兵連隊 (英語版) の少佐に昇進し、同年7月19日には連隊の中佐に任命された。1795年1月20日、第11歩兵連隊 (英語版) に異動した。1796年5月21日、エドマンドはコールドストリームガーズの中隊長となり、1798年1月9日にはジョージ3世の副官(Aide-de-camp (英語版))に任命された。
1803年7月、エドマンドは第4歩兵連隊の半給から、歩兵の予備大隊である第16ギャリソン大隊の大佐になった。1825年5月27日、エドマンドは大将となった。1835年7月22日には、聖パトリック勲章を叙勲した。

## 私生活
エドマンドは1795年10月9日に、彼の最初のいとこであるイザベラ・ヘンリエッタ・ポインツ (-1843年11月29日) と結婚した。イザベラはウィリアム・ポインツ (1734年-1809年) とその妻イザベラ (ケランド・コートネイの娘、エドマンドの母アンの姉妹) の娘だった。(エドマンドの弟コートネイ卿は1799年にイザベラ・ヘンリエッタの妹、カロライナ・アメリアと結婚した。姉妹の兄はウィリアム・ステファン・ポインツ (英語版) である。) エドマンドとイザベラは9人の子をもうけた。
- イザベラ・エリザベス・ボイル (1797年2月4日-1829年12月27日)
- エドマンド・ウィリアム・ボイル (1798年4月2日-1826年1月1日)
- ジョージ・リチャード・ボイル (1799年9月22日-1810年9月8日)
- チャールズ・ボイル (1800年12月6日-1834年8月25日) - 1828年3月18日、第2代ハウス伯爵ウィリアム・セント・ローレンス (英語版) の娘キャサリン・セント・ローレンスと結婚し、(後に第9代伯となる) リチャードをもうけた。
- ジョン・ボイル (1803年3月13日-1874年12月6日) - 1835年12月10日にヘンリー・フィッツジェラルド (英語版) の娘セシリア・ド・ルースと結婚し、子をもうけた。
- ルーシー・ジョージナ・ボイル (1804年3月19日-1827年8月31日)
- ルイーザ・ボイル (1806年9月16日-1826年3月30日)
- ロバート・エドワード・ボイル (英語版) (1809年3月－1854年9月3日)
- リチャード・キャベンディッシュ・ボイル (1812年2月28日-1886年3月30日) - アレキサンダー・ゴードン (英語版) の娘エリナー・ヴィア・ゴードン (英語版) と結婚し子をもうけた。チャプレンであった。

エドモンドは1856年6月29日に亡くなり、孫のリチャードが跡を継いだ。
1857年、彼の末子であるマーストンのチャプレン、リチャードは、生家の敷地の南東の境界沿いに、「貧しい人々の利益のために、そして父を記念して」として、学校を作った。

## 慈善事業

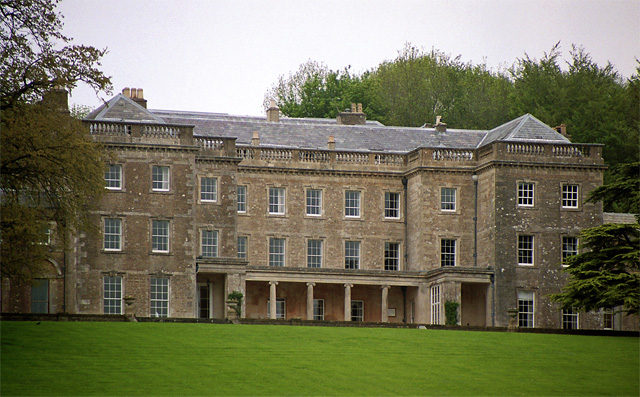
Marston House

エドマンドはサマセットのマーストン・ビゴット・パーク (英語版) の敷地内にあるマーストン・ハウスに住んでいた。1817年に造園家のジェフリー・ワイアットヴィル (英語版) を雇い、中央の区画をイオニア式の円柱で飾った。ジェフリーはロングリートでの業績でその地域では有名で、その後フルーム (英語版) の聖ヨハネ洗礼者教会 (英語版) でも業績を遺した。
1821年、当時のヒル・ストリートとフルームのマーケット・プレイスの角で、エドマンドはトーマス・ブーン (英語版) (フルームの慈善活動家) から、テント市場の上に古典主義建築 (グリーク・リヴァイヴァル) による集会場を作るように説得された。1822年、その通りはコーク・ストリートと名付けられた。エドマンドはブーンから近代的な市場にふさわしいデザインとしてフォロ・ロマーノの画像を見せられていた。彼は難色を示し、経済的なことを考えるとそれは無駄だ、と言った。しかしブーンの説得は奏功した。それはフルームで有名な建物の一つとして残っており、現在は1階が閉鎖された銀行である:114。彼らは様々なプロジェクトに共に取り組み、その中の一つに、エドモンドが理事長を務めたクライスト・チャーチ・ナショナル・スクールがあった:94-101。エドマンドは貧しい人々の救済のために、ブランケット・ファンドやコール・ファンドなどの地元の慈善団体に寄付をし、またフルーム貯蓄銀行の頭取を務めた:122-137。ブーンは彼をフルームの住人の親切な友人として高く評価した。